# Championnat du circuit de snooker
Le Championnat du circuit de snooker (Tour Championship en anglais) est un tournoi de snooker professionnel appartenant à la catégorie classée. Il a été organisé pour la première fois pendant la saison 2018-2019.

## Histoire
Annoncé en avril 2018, ce tournoi a lieu pour la première fois en mars 2019 à Llandudno au Pays de Galles. Il s'agit du tournoi classé doté du plus petit nombre de participants, puisque seuls les huit premiers joueurs du classement annuel peuvent y participer. C'est la troisième étape du Coral Slam, après le Grand Prix mondial et le championnat des joueurs. Le dirigeant de la WPBSA Barry Hearn a décidé de mettre en place ce trio de tournois afin d'animer la fin de saison à la manière de la FedEx Cup en golf. En effet, le nombre de joueurs se réduit au fur et à mesure des tournois : ils sont 32 qualifiés pour le Grand Prix mondial puis 16 pour le championnat des joueurs et seulement 8 pour ce tournoi.
Le format est rallongé : les quarts de finale se disputent au meilleur des 17 manches, les demi-finales au meilleur des 19 manches et la finale au meilleur des 25 manches, ce qui n'est pas sans rappeler le format du championnat du monde.
Ronnie O'Sullivan devient le champion de l'édition inaugurale en s'imposant 13 à 11 face à Neil Robertson, gagnant un prix de 150 000 £. Il a aussi battu Judd Trump en demi-finales 10 à 9 sur la dernière bille noire. O'Sullivan redevient numéro 1 mondial mettant un terme à quatre ans de suprématie de Mark Selby.
L'édition 2020, initialement prévue à Preston, est retardée en raison de la pandémie de Covid-19 et a finalement lieu à Milton Keynes. Bien que classé 9e de la saison en cours, Stephen Maguire bénéficie d'un forfait pour participer et remporter le tournoi, ainsi que la coupe Coral.
Dans un remake de la finale de 2019, Neil Robertson domine cette fois-ci Ronnie O'Sullivan 10-4 en 2021, battant l'Anglais pour la première fois dans un match avec plusieurs sessions. Robertson défend son titre en 2022, en écartant O'Sullivan 10-9 en demi-finales et John Higgins 10-9 également en finale, alors qu'il était mené 9-4 par l'écossais.
En 2024, le champ des joueurs a été étendu à 12 joueurs contre 8 lors des éditions précédentes.

## Palmarès
| Année                           | Ville                           | Vainqueur                       | Finaliste                       | Score                           | Saison                          |
| Championnat du circuit (classé) | Championnat du circuit (classé) | Championnat du circuit (classé) | Championnat du circuit (classé) | Championnat du circuit (classé) | Championnat du circuit (classé) |
| ------------------------------- | ------------------------------- | ------------------------------- | ------------------------------- | ------------------------------- | ------------------------------- |
| 2019                            | Llandudno                       | Ronnie O'Sullivan               | Neil Robertson                  | 13–11                           | 2018-2019                       |
| 2020                            | Milton Keynes                   | Stephen Maguire                 | Mark Allen                      | 10–6                            | 2019-2020                       |
| 2021                            | Newport                         | Neil Robertson                  | Ronnie O'Sullivan               | 10–4                            | 2020-2021                       |
| 2022                            | Llandudno                       | Neil Robertson (2)              | John Higgins                    | 10–9                            | 2021-2022                       |
| 2023                            | Hull                            | Shaun Murphy                    | Kyren Wilson                    | 10–7                            | 2022-2023                       |
| 2024                            | Manchester                      | Mark Williams                   | Ronnie O'Sullivan               | 10–5                            | 2023-2024                       |
| 2025                            | Manchester                      | John Higgins                    | Mark Selby                      | 10–8                            | 2024-2025                       |

## Bilan par pays
| Pays           | Joueurs | Total | Premier titre | Dernier titre |
| -------------- | ------- | ----- | ------------- | ------------- |
| Angleterre     | 2       | 2     | 2019          | 2023          |
| Australie      | 1       | 2     | 2021          | 2022          |
| Écosse         | 2       | 2     | 2020          | 2025          |
| Pays de Galles | 1       | 1     | 2024          | 2024          |